# Евенкійський автономний хошун
49°08′15″ пн. ш. 119°44′49″ сх. д. / 49.13756° пн. ш. 119.74707° сх. д.
Евенкійський автономний хошун (кит. 鄂温克族自治旗, пін. Èwēnkèzú Zìzhìqí) — один із повітів КНР у складі префектури Хулунбуїр, Внутрішня Монголія. Адміністративний центр — містечко Даянь.

## Географія
Евенкійський автономний хошун лежить на висоті близько 600 метрів над рівнем моря на заході Великого Хінгану.

### Клімат
Хошун знаходиться у зоні, котра характеризується вологим континентальним кліматом. Найтепліший місяць — липень із середньою температурою 20,3 °C. Найхолодніший місяць — січень, із середньою температурою -25,7 °С.
| Клімат хошуну Евенкі    | Клімат хошуну Евенкі | Клімат хошуну Евенкі | Клімат хошуну Евенкі | Клімат хошуну Евенкі | Клімат хошуну Евенкі | Клімат хошуну Евенкі | Клімат хошуну Евенкі | Клімат хошуну Евенкі | Клімат хошуну Евенкі | Клімат хошуну Евенкі | Клімат хошуну Евенкі | Клімат хошуну Евенкі | Клімат хошуну Евенкі |
| Показник                | Січ.                 | Лют.                 | Бер.                 | Квіт.                | Трав.                | Черв.                | Лип.                 | Серп.                | Вер.                 | Жовт.                | Лист.                | Груд.                | Рік                  |
| Середній максимум, °C   | −19,6                | −14                  | −3,7                 | 9,6                  | 18,6                 | 24,8                 | 26,3                 | 24,5                 | 17,8                 | 8                    | −5,9                 | −16,5                | 5,8                  |
| Середня температура, °C | −25,7                | −21,4                | −10,8                | 2,6                  | 11,3                 | 18                   | 20,3                 | 18,1                 | 10,5                 | 0,8                  | −12,3                | −22,2                | −0,9                 |
| Середній мінімум, °C    | −30,5                | −27,1                | −17,2                | −3,7                 | 3,5                  | 10,8                 | 14,4                 | 12,2                 | 4,2                  | −4,9                 | −17,4                | −26,9                | −6,9                 |
| Норма опадів, мм        | 3.7                  | 3                    | 4.8                  | 11.9                 | 21.5                 | 49.5                 | 91.1                 | 86                   | 31.2                 | 14.1                 | 4.9                  | 6.1                  | 327.8                |
| Вологість повітря, %    | 75                   | 74                   | 67                   | 51                   | 45                   | 58                   | 70                   | 71                   | 65                   | 62                   | 71                   | 76                   | 65.4                 |
| ----------------------- | -------------------- | -------------------- | -------------------- | -------------------- | -------------------- | -------------------- | -------------------- | -------------------- | -------------------- | -------------------- | -------------------- | -------------------- | -------------------- |
| Джерело: data.cma.cn    |                      |                      |                      |                      |                      |                      |                      |                      |                      |                      |                      |                      |                      |